# Olga Tiagaj
Olga Tiagaj (ros Ольга Тягай, ur. 5 maja 1985 w Moskwie) – rosyjska biegaczka narciarska, dwukrotna medalistka mistrzostw świata juniorów i młodzieżowców.

## Kariera
Pierwszy raz na arenie międzynarodowej pojawiła się 15 listopada 2003 roku w zawodach Pucharu Kontynentalnego w Kirowsku, gdzie zajęła 14. miejsce w biegu na 5 km techniką dowolną. Parę miesięcy później wystąpiła na mistrzostwach świata juniorów w Stryn, zajmując 49. miejsce w sprincie stylem dowolnym. Na rozgrywanych rok później mistrzostwach świata juniorów w Rovaniemi zdobyła srebrne medale w biegu łączonym na 10 km i sztafecie. W 2008 roku zdobyła złote medale w biegu na 15 km stylem dowolnym i na 10 km klasykiem podczas mistrzostw świata młodzieżowców w Malles Venosta. W Pucharze Świata zadebiutowała 9 lutego 2008 roku w Otepää, gdzie była dziewiętnasta w biegu na 10 km stylem klasycznym. Tym samym już w swoim debiucie zdobyła pierwsze pucharowe punkty. W sezonie 2007/2008 nie zdobyła więcej punktów i w klasyfikacji generalnej zajęła ostatecznie 77. miejsce. Najlepsze wyniki osiągnęła w sezonie 2008/2009, który ukończyła na 40. pozycji. W sezonie tym brała udział w trzeciej edycji Tour de Ski zajmując 25. miejsce w klasyfikacji końcowej. Ponadto w 2009 roku wystartowała w biegu na 10 km techniką klasyczną podczas mistrzostw świata w Libercu, kończąc rywalizację na 25. pozycji. W 2010 roku zakończyła karierę.

## Osiągnięcia

### Mistrzostwa świata
| Miejsce | Dzień     | Rok  | Miejscowość | Konkurencja             | Czas biegu  | Strata      | Zwyciężczyni        |
| ------- | --------- | ---- | ----------- | ----------------------- | ----------- | ----------- | ------------------- |
| 21.     | 19 lutego | 2009 | Liberec     | 10 km stylem klasycznym | 28:12,8 min | +1:44,6 min | Aino-Kaisa Saarinen |

### Mistrzostwa świata młodzieżowców
| Miejsce | Dzień       | Rok  | Miejscowość    | Konkurencja             | Czas biegu  | Strata      | Zwyciężczyni     |
| ------- | ----------- | ---- | -------------- | ----------------------- | ----------- | ----------- | ---------------- |
| 6.      | 15 marca    | 2007 | Tarvisio       | 10 km stylem dowolnym   | 24:28,1 min | +32,1 s     | Silvana Bucher   |
| 11.     | 17 marca    | 2007 | Tarvisio       | 15 km łączony           | 41:53,8 min | +1:07,4 min | Julija Czekalowa |
| 1.      | 26 stycznia | 2008 | Malles Venosta | 10 km stylem klasycznym | 29:41,6 min | -           | -                |
| 1.      | 28 lutego   | 2008 | Malles Venosta | 15 km stylem dowolnym   | 37:03,4 min | -           | -                |

### Mistrzostwa świata juniorów
| Miejsce | Dzień    | Rok  | Miejscowość | Konkurencja            | Czas biegu  | Strata  | Zwyciężczyni    |
| ------- | -------- | ---- | ----------- | ---------------------- | ----------- | ------- | --------------- |
| 49.     | 7 lutego | 2004 | Stryn       | Sprint stylem dowolnym | ?           | -       | Astrid Øvstedal |
| 2.      | 21 marca | 2005 | Rovaniemi   | 10 km łączony          | 29:24,9 min | +4,5 s  | Marte Elden     |
| 7.      | 25 marca | 2005 | Rovaniemi   | 5 km stylem dowolnym   | 14:24,8 min | +37,0 s | Natalja Iljina  |
| 2.      | 26 marca | 2005 | Rovaniemi   | Sztafeta 4x5 km        | 54:11,1 min | +17,3 s | Rosja           |

### Puchar Świata

#### Miejsca w klasyfikacji generalnej
- sezon 2007/2008: 77.
- sezon 2008/2009: 40.

#### Miejsca na podium
Tiagaj nigdy nie stanęła na podium indywidualnych zawodów Pucharu Świata.

#### Miejsca w poszczególnych zawodachPucharu Świata
| Sezon 2007/2008 |                             |                      |                          |                       |                         |                         |                                       |                                      |                    |                                     |                                     |                              |                              |                             |                       |                           |                        |                         |                         |                       |                          |                             |                        |                        |                        |                           |                        |                        |                         |                                     |        |        |        |        |        |        |        |        |        |        |        |        |        |        |        |        |        |        |        |        |        |        |
| Düsseldorf 27.10 (SP F) | Beitostølen 24.11 (10 km F) | Ruka 1.12 (SP C)     | Ruka 2.12 (10 km C)      | Davos 8.12 (10 km C)  | Rybińsk 15.12 (15 km F) | Rybińsk 16.12 (SP F)    | Nové Město na Moravě 28.12 (3,3 km C) | Nové Město na Moravě 29.12 (10 km F) | Praga 30.12 (SP F) | Nové Město na Moravě 1.01 (10 km F) | Nové Město na Moravě 2.01 (10 km C) | Asiago 4.01 (SP F)           | Val di Fiemme 5.01 (10 km C) | Val di Fiemme 6.01 (9 km F) | TdS                   | Canmore 22.01 (2×7,5 km)  | Canmore 23.01 (SP C)   | Canmore 25.01 (10 km F) | Canmore 26.01 (SP F)    | Otepää 9.02 (10 km C) | Otepää 10.02 (SP C)      | Liberec 16.02 (7,6 km F)    | Falun 23.02 (2×7,5 km) | Sztokholm 27.02 (SP C) | Lahti 1.03 (SP F)      | Lahti 2.03 (10 km C)      | Drammen 5.03 (SP C)    | Oslo 8.03 (30 km F)    | Bormio 14.03 (2,5 km F) | Bormio 15-16.03 (10 km C + 10 km F) | punkty | punkty | punkty | punkty | punkty | punkty | punkty | punkty | punkty | punkty | punkty | punkty | punkty | punkty | punkty | punkty | punkty | punkty | punkty | punkty | punkty | punkty |
| - | -                           | -                    | -                        | -                     | -                       | -                       | -                                     | -                                    | -                  | -                                   | -                                   | -                            | -                            | -                           | -                     | -                         | -                      | -                       | -                       | 19                    | -                        | -                           | -                      | -                      | -                      | -                         | -                      | -                      | 53                      | 39                                  | 12     | 12     | 12     | 12     | 12     | 12     | 12     | 12     | 12     | 12     | 12     | 12     | 12     | 12     | 12     | 12     | 12     | 12     | 12     | 12     | 12     | 12     |
| Sezon 2008/2009 |                             |                      |                          |                       |                         |                         |                                       |                                      |                    |                                     |                                     |                              |                              |                             |                       |                           |                        |                         |                         |                       |                          |                             |                        |                        |                        |                           |                        |                        |                         |                                     |        |        |        |        |        |        |        |        |        |        |        |        |        |        |        |        |        |        |        |        |        |        |
| Gällivare 22.11 (10 km F) | Ruka 29.11 (SP C)           | Ruka 30.11 (10 km C) | La Clusaz 6.12 (15 km F) | Davos 13.12 (10 km C) | Davos 14.12 (SP F)      | Düsseldorf 20.12 (SP F) | Oberhof 27.12 (2,8 km F)              | Oberhof 28.12 (10 km C)              | Praga 29.12 (SP F) | Nové Město na Moravě 31.12 (9 km C) | Nové Město na Moravě 1.01 (SP F)    | Val di Fiemme 3.01 (10 km C) | Val di Fiemme 4.01 (9 km F)  | TdS                         | Whistler 16.01 (SP C) | Whistler 17.01 (2×7,5 km) | Otepää 24.01 (10 km C) | Otepää 25.01 (SP C)     | Rybińsk 30.01 (10 km F) | Rybińsk 31.01 (SP F)  | Valdidentro 13.02 (SP F) | Valdidentro 14.02 (10 km C) | Lahti 07.03 (SP F)     | Lahti 08.03 (10 km F)  | Trondheim 12.03 (SP C) | Trondheim 14.03 (30 km C) | Sztokholm 18.03 (SP C) | Falun 20.03 (2,5 km F) | Falun 21.03 (2×5 km)    | Falun 22.03 (10 km F)               | FPŚ    | punkty | punkty | punkty | punkty | punkty | punkty | punkty | punkty | punkty | punkty | punkty | punkty | punkty | punkty | punkty | punkty | punkty | punkty | punkty | punkty | punkty |
| - | -                           | -                    | -                        | 10                    | -                       | -                       | 46                                    | 37                                   | 46                 | 26                                  | 42                                  | 25                           | 16                           | 25                          | -                     | -                         | 16                     | -                       | 17                      | -                     | -                        | 16                          | -                      | -                      | -                      | -                         | 54                     | 44                     | 32                      | 19                                  | 29     | 136    | 136    | 136    | 136    | 136    | 136    | 136    | 136    | 136    | 136    | 136    | 136    | 136    | 136    | 136    | 136    | 136    | 136    | 136    | 136    | 136    |
| Legenda |                             |                      |                          |                       |                         |                         |                                       |                                      |                    |                                     |                                     |                              |                              |                             |                       |                           |                        |                         |                         |                       |                          |                             |                        |                        |                        |                           |                        |                        |                         |                                     |        |        |        |        |        |        |        |        |        |        |        |        |        |        |        |        |        |        |        |        |        |        |
| 1 2 3 4-10 11-30 31-100 wyniki anulowane DNF – zawodnik nie ukończył biegu – – zawodnik nie wystartował TdS – Tour de Ski FPŚ – Finał Pucharu Świata RT – Ruka Triple |                             |                      |                          |                       |                         |                         |                                       |                                      |                    |                                     |                                     |                              |                              |                             |                       |                           |                        |                         |                         |                       |                          |                             |                        |                        |                        |                           |                        |                        |                         |                                     |        |        |        |        |        |        |        |        |        |        |        |        |        |        |        |        |        |        |        |        |        |        |